# Salida (meteorología)

Animación de imagen de radar de un límite de salida de una tormenta que se acerca a Tulsa, Oklahoma. El débil eco del límite del flujo de salida se mueve de izquierda a derecha y pasa por encima de la estación de radar Doppler. La salida produce un frente de ráfagas que se adelanta a la tormenta principal.

El flujo de salida, en meteorología, es el aire que fluye hacia afuera desde un sistema tormentoso. Está asociado con crestas o flujo anticiclónico. En los niveles bajos de la troposfera, el flujo de salida de las tormentas se irradia en forma de una cuña de aire enfriado por la lluvia, que es visible como una nube delgada con forma de cuerda en las imágenes de satélites meteorológicos o una línea fina en las imágenes de radares meteorológicos. Para los observadores en tierra, el límite de salida de una tormenta a menudo se acerca en cielos despejados como una nube baja y espesa que trae consigo un frente de ráfagas.
Los límites de flujo de salida en niveles bajos pueden alterar el centro de pequeños ciclones tropicales. Sin embargo, el flujo de salida hacia arriba es esencial para el fortalecimiento de un ciclón tropical. Si se restringe o socava este flujo de salida, el ciclón tropical se debilita. Si dos ciclones tropicales están muy cerca, el flujo de salida en niveles superiores del sistema a barlovento puede limitar el desarrollo del otro sistema.